# John Tavares
John Tavares (Mississauga, Ontario, 20 de setembro de 1990)  é um jogador profissional de hóquei no gelo canadense que atua na posição de central pelo Toronto Maple Leafs, da NHL.

## Carreira
John Tavares foi draftado pelo New York Islanders, na 1º escolha em 2009.